# Koivusaari (ö i Finland, Södra Savolax, Nyslott, lat 62,03, long 28,79)
Koivusaari är en ö i Finland. Den ligger i sjön Lapinjärvi och i kommunen Enonkoski i den ekonomiska regionen  Nyslotts ekonomiska region  och landskapet Södra Savolax, i den sydöstra delen av landet, 290 km nordost om huvudstaden Helsingfors. Öns area är 1 hektar och dess största längd är 140 meter i sydöst-nordvästlig riktning.